# Сонет 88
Сонет 88 (англ. Sonnet 88) — один из 154 сонетов, написанных Уильямом Шекспиром и впервые опубликованных в 1609 году. Дата написания неизвестна, существуют разные гипотезы на этот счёт. Результаты компьютерного анализа говорят, что сонеты с 61-го по 103-й были написаны к началу 1590-х годов и после этого почти не редактировались, но не все исследователи с этим согласны. Возможно, Шекспир редактировал все сонеты до момента их публикации.
Предположительно первое издание не было авторизованным. Тем не менее начиная с 1711 года сонеты публикуются в той же последовательности, и учёные на основе изначальной нумерации раскрывают историю любовного треугольника, которая служит подтекстом для всего цикла.
88-й сонет относится к числу стихотворений, посвящённых другу: в них Шекспир обращается к не названному по имени молодому мужчине. Личность последнего остаётся загадкой, но в большинстве гипотез фигурируют Генри Ризли, 3-й граф Саутгемптон, и Уильям Герберт, 3-й граф Пембрук. В 88-м сонете Шекспир продолжает конкретизировать образ поэта-соперника, с которым он должен сражаться за милость друга (в этом сопернике часто видят Бена Джонсона или Джорджа Чапмена). Здесь автор пишет, что даже после того, как друг охладеет к нему,он сохранит свою верность.
Как почти все сонеты Шекспира (кроме 145-го), 88-й сонет написан пятистопным ямбом.